# Scotoecus pallidus
Scotoecus pallidus е вид прилеп от семейство Гладконоси прилепи (Vespertilionidae). Видът не е застрашен от изчезване.

## Разпространение и местообитание
Разпространен е в Индия (Бихар, Западна Бенгалия, Махаращра, Утар Прадеш и Химачал Прадеш) и Пакистан.
Обитава градски и гористи местности, пустинни области, градини, долини и храсталаци в райони с тропически и субтропичен климат, при средна месечна температура около 21,8 градуса.